# Dureil
Dureil település Franciaországban, Sarthe megyében. Lakosainak száma 61 fő (2022. január 1.). Dureil Noyen-sur-Sarthe, Avoise, Malicorne-sur-Sarthe és Parcé-sur-Sarthe községekkel határos.

## Népesség
A település népességének változása:
| Lakosok száma | 67   | 70   | 71   | 71   | 72   | 72   | 68   | 65   | 61   |
|               | 2013 | 2015 | 2016 | 2017 | 2018 | 2019 | 2020 | 2021 | 2022 |